# Balneologické muzeum
Balneologické muzeum je muzeum v Piešťanech, které sídlí v budově Lázeňské dvorany.

## Dějiny
Muzeum bylo založeno v roce 1928 pod názvem Piešťanské muzeum. Založila ho Piešťanská muzejní společnost, jejíž vznik inicioval Imrich Winter a jeho spolupracovník a správce lázní Václav Vlk. V první expozici muzea, která nesla název Etnografická sbírka, byly vystaveny exponáty z obrorů: flóra, fauna, národopisná keramika, kroje a výšivky, lidová architektura, slovenské řezbářství a malby, historie a archeologie. Se souhlasem Ľudovíta a Imricha Winterových byla muzejní expozice umístěna v části přízemí lázeňské dvorany.
Piešťanské muzeum v roce 1931 navštívil významný slovenský výtvarník Janko Alexy, který byl i literárně činný. V letech 1932–1937 žil v Piešťanech a byl i členem piešťanské muzejní společnosti. V letech 1932–1933 byla expozice reinstalována a rozšířena. Slavnostní otevření nové expozice piešťanského muzea se konalo 29. června 1933. V nové muzejní expozici byla národopisná část a staropiešťanský rolnický dům, část věnovaná osobnosti a dílu generála Milana Rastislava Štefánika, archeologii a paleontologii. Byla zde představena osobnost Ludwiga van Beethovena, který pravděpodobně navštívil piešťanské lázně v roce 1802. V roce 1934 vyšel průvodce expozicí.
V roce 1951 bylo muzeum znárodněno a stalo se Okresním muzeem. V roce 1963 bylo přejmenováno na Balneologické muzeum a cílem tohoto specializovaného muzea bylo dokumentovat historii lázní a lázeňství na území Slovenska. U příležitosti stého výročí narození slovenského básníka Ivana Kraska, 12. července 1976, Balneologické muzeum slavnostně otevřelo v prostorách jeho piešťanského bytu expozici Pamětní pokoj Ivana Kraska.
V roce 1989 získalo muzeum od města Piešťany do pronájmu budovu Vily doktora Liška. Po předchozí přípravě byla 29. června 1994 slavnostně otevřena nová expozice Historie lázní a lázeňství na Slovensku. 11. června 1999 byla slavnostně otevřena nová expozice muzea Sakrální umění ze sbírek balneologického muzea.

## Expozice
- Hlavní expozice v budově Lázeňské dvorany – archeologie piešťanského regionu; národopis; expozice přibližující dějiny Piešťan a lázní; expozice věnovaná nejvýznamnějším minerálním vodám Slovenska a část věnovaná Milanu R. Štefánikovi
- Vila dr. Lisky – expozice dějin lázní a lázeňství na Slovensku; expozice Sakrální umění ze sbírek balneologického muzea a krátkodobé výstavy
- Pamětní pokoj Ivana Kraska – uzavřena během letních prázdnin